# Animais impuros
Animais impuros, segundo a definição dada pela Bíblia e segundo o Alcorão, são animais dos quais não se pode comer de sua carne nem tocar em seu cadáver, de forma que se alguém o fizer, se tornará impuro.

## Animais considerados puros e impuros
A Bíblia cita todos os animais impuros no livro de Levítico (chamado por judeus de Vayikrá ou Vaicrá), no capítulo 11,1-46, em uma passagem bíblica onde Deus fala a Moisés e Aarão.

### Aquáticos
Entre os animais aquáticos, são considerados puros todos que possuem barbatanas e escamas e vivem nos mares ou rios. Todos os demais são classificados como animais imundos e impuros.

### Insetos
Entre os insetos, todos os que são alados (que possui asa ou algo parecido) e andam sobre quatro pés, são considerados impuros. No entanto, todos os insetos alados e com quatro pés, que possuem pernas sobre seus pés, para saltar sobre a terra, podem ser comidos (como os gafanhotos, por exemplo).

### Terrestres quadrúpedes

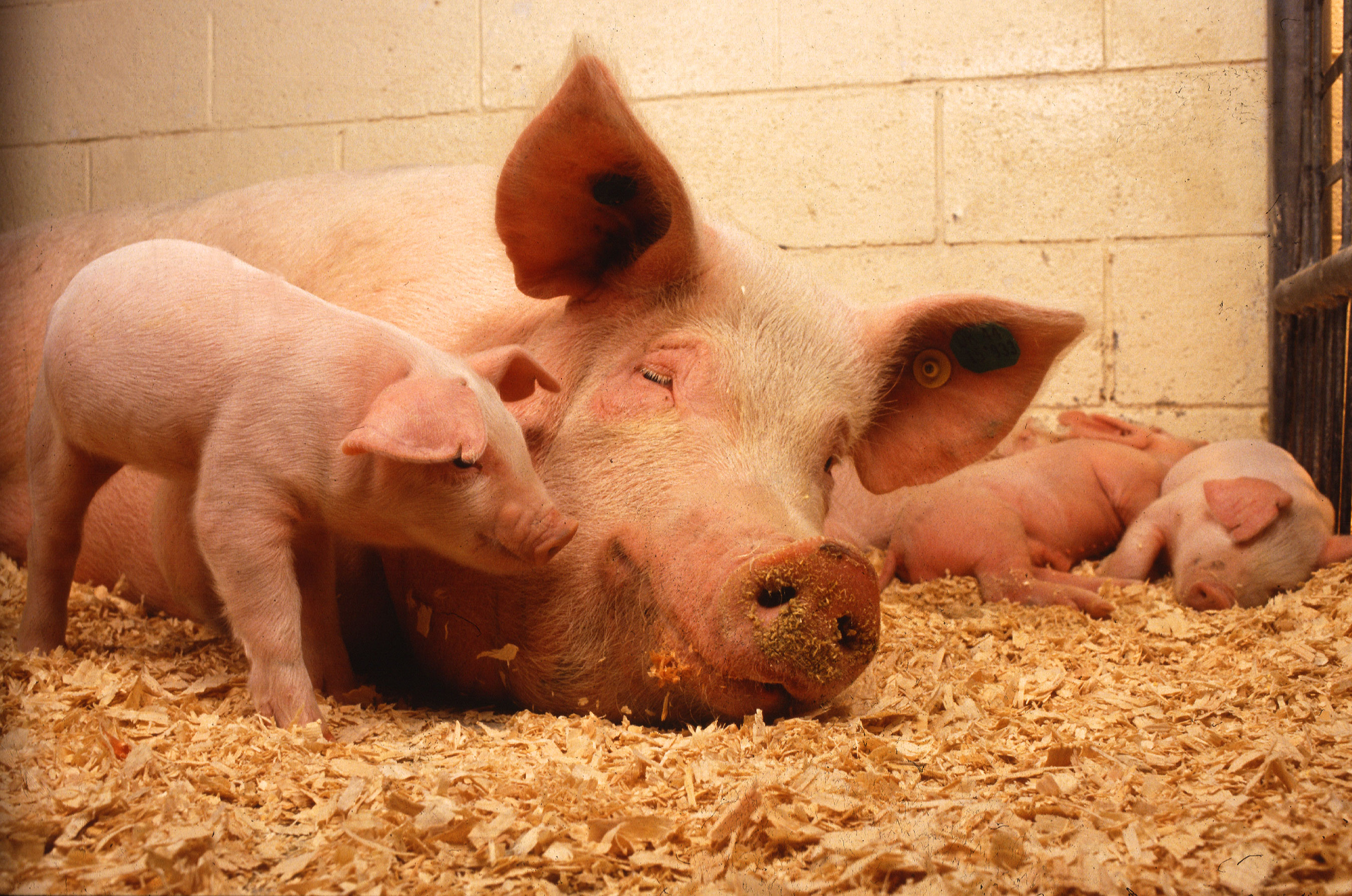
O porco é considerado um animal impuro no judaísmo, no islamismo e no cristianismo (Adventistas) por não ruminar

11 Disse o Senhor a Moisés e a Arão: 
2 “Digam aos israelitas: De todos os animais que vivem na terra, estes são os que vocês poderão comer:
3 qualquer animal que tem casco fendido e dividido em duas unhas, e que ruminam.
4 “Vocês não poderão comer aqueles que só ruminam nem os que só têm o casco fendido. O camelo, embora rumine, não tem casco fendido; considerem-no impuro.
5 O coelho, embora rumine, não tem casco fendido; é impuro para vocês.
6 A lebre, embora rumine, não tem casco fendido; considerem-na impura.
7 E o porco, embora tenha casco fendido e dividido em duas unhas, não rumina; considerem-no impuro.
8 Vocês não comerão a carne desses animais nem tocarão em seus cadáveres; considerem-nos impuros.

### Terrestres rastejantes
Entre os animais rastejantes, são considerados impuros a toupeira, o rato e as diferentes espécies de lagarto, a lagartixa, o Geco, o crocodilo da terra e o camaleão.

### Lista explícita
Estes são os animais considerados impuros segundo Levítico 11  e Deuteronômio 14:
- Cavalo
- Bode
- Morcego
- Camelo
- Camaleão
- Hyracoidea (damão)
- Cormorão
- Cuculidae (cuco)
- Águia
- Furão
- Sapo
- Abutre do Egito[3]
- Milhafre[3]
- Bubo ascalaphus[3]
- Lebre
- Gavião
- Açor
- Cisne
- Caimão-comum,
- Saracura
- Gallinula chloropus (família Rallidae)
- Garça
- Mobelha
- Gaivota
- Abibe
- Coruja buraqueira
- Avestruz
- Upupa Epops (Poupa)
- Mocho-galego
- Lagarto
- Coruja de igreja ou coruja de celeiro
- Mergulhão
- Toupeira
- Rato
- Musaranho
- Falcão da Noite[3]
- Águia pesqueira
- Abutre-barbudo
- Strigiformes
- Pelicano
- Porco
- Corvo
- Caracol
- Ciconiidae (cegonhas)
- Porco doméstico
- Tartaruga
- Abutre

- Pinguim
- Morsa
- Leão Marinho

- Foca

## Conceito no Cristianismo
Nos primeiros dias do cristianismo, foi debatido se os convertidos deveriam seguir os costumes judaicos (incluindo a circuncisão e as leis dietéticas) ou não. De acordo com o relato do Conselho de Jerusalém em Atos 15,  um acordo foi alcançado entre aqueles que queriam o pleno cumprimento e aqueles que preferiam uma visão mais liberal. Foi acordado que os gentios convertidos não teriam "nenhum fardo maior do que estas coisas necessárias: que se abstenham de carnes oferecidas aos ídolos, e do sangue, e das coisas estranguladas e da fornicação".

Na maioria das religiões cristãs o conceito de animais impuros foi abolido. Uma das referências para este fato está no Novo Testamento da Bíblia, no Evangelho de Marcos, capítulo 7,1-8. Nesta passagem, os fariseus e alguns doutores da Lei se reúnem ao redor de Jesus e notam que os discípulos comem o pão com mãos impuras (por não ter as lavado antes). Por este motivo, os fariseus e os doutores da Lei questionam a Jesus o fato de seus discípulos não seguirem a tradição antiga. Jesus então os responde: 
| “ | Bem profetizou Isaías acerca de vós, hipócritas, como está escrito: 'Este povo honra-me com os lábios, mas o coração deles está longe de mim. Não adianta me prestarem culto, porque ensinam preceitos humanos'. Vós deixais o mandamento de Deus, e vos apegais à tradição dos homens. | ” |

No Evangelho de Marcos, capítulo 7,14-23, Jesus reúne a multidão e diz: 
```
Após este fato, Jesus entrou em casa e os discípulos perguntaram a Ele sobre esta parábola. Jesus então lhes disse: 
```

| “ | — Vocês são como os outros; não entendem nada! Aquilo que entra pela boca da pessoa não pode fazê-la ficar impura, porque não vai para o coração, mas para o estômago, e depois sai do corpo. Com isso Jesus quis dizer que todos os tipos de alimento podem ser comidos. | ” |

Considerando as passagens apresentadas no livro de Marcos, muitas religiões cristãs consideram que Jesus classificou como puros todos os alimentos e continua: 
| “ | O que sai do homem, isso é que o contamina. Pois é do interior, do coração dos homens, que procedem as más intenções, como a imoralidade, roubos, crimes, adultérios, cobiça, as maldades, malícia, a libertinagem, a inveja, a blasfêmia, a soberba, a insensatez; todas essas coisas más saem de dentro da pessoa, e são elas que a tornam impura. | ” |

 Embora Jesus esteja se referindo à impureza espiritual, e não a física (como doenças e enfermidades), tal passagem é interpretada como uma mensagem de abandono à tradição de animais impuros.

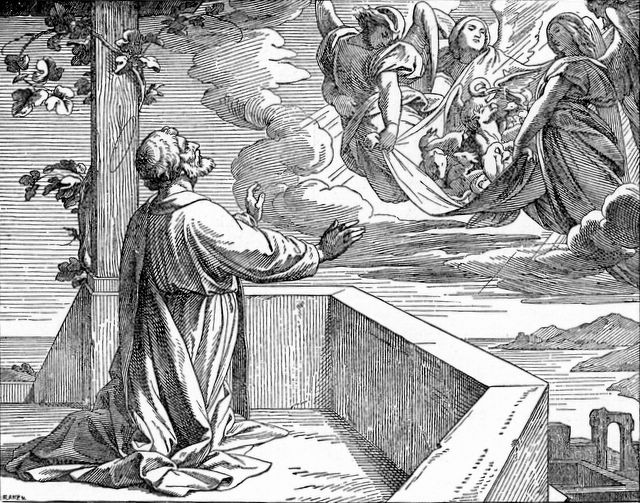
Visão de Pedro de uma toalha com animais. Ilustração dos Tesouros da Bíblia, 1894.

Somada a estas duas passagens, tem-se uma no livro de Atos dos Apóstolos, quando Pedro tem uma visão de toda sorte de animais, inclusive impuros, descendo do céu sobre um grande pano (como um tapete) e uma voz que dizia: "Mata e come", ao que Pedro respondia: "Nunca comi coisa alguma impura." Tendo isso ocorrido três vezes seguidas. Apesar de o significado prioritário desta mensagem ter sido com relação aos judeus e os gentios (como fica evidenciado na continuação da narração da história) e, em segundo lugar, que não devemos nos apegar tanto às tradições (no caso, judaicas), muitos ainda consideram possível estabelecer-se a interpretação de que Deus, mais uma vez, estava a abolir a definição de "animais impuros".
A última passagem bíblica do Novo Testamento que ensina contra a definição de animais puros e animais impuros consta numa das cartas de Paulo (Coríntios), onde este ensina que a definição de "puro" e "impuro" não deve ser levado a sério salvo ocasiões em que isso possa levar algum irmão a cair na fé - tal ensinamento também é passado com relação ao comer comidas sacrificadas a ídolos.

### Igreja Adventista do Sétimo Dia
Os adventistas alegam que não há abolição do conceito de animais impuros. Cristo teria cumprido, ao morrer, as leis relacionadas com os sacrifícios e festas judaicas, a lei cerimonial, uma vez que sua morte era simbolizada por todas estas cerimônias. Entretanto a lei relacionada à impureza dos alimentos não seria um símbolo redentivo, mas regras de higiene preocupadas em garantir boa saúde aos seus seguidores, assim como os Dez Mandamentos em Êxodo 20.
Desde a década de 1860, quando a Igreja Adventista do Sétimo Dia se iniciou, integridade e saúde têm tido uma grande ênfase. Os adventistas são conhecidos por apresentar uma "mensagem de saúde" que recomenda vegetarianismo e espera a adesão às leis kosher (alimentos preparados de acordo com as leis judaicas de alimentação) em Levítico 11. A obediência a essas leis significa abstinência de carne de porco, mariscos e outros alimentos proscritos como "impuros".  
A distinção entre o que era limpo e imundo para a alimentação não era somente uma regra judaica. Era uma lei que existia antes de Abraão, o primeiro judeu. A Bíblia diz em Gênesis 7:1-2: “Depois disse o Senhor a Noé: Entra na arca, tu e toda a tua casa, porque tenho visto que és justo diante de mim nesta geração. De todos os animais limpos levarás contigo sete e sete, o macho e sua fêmea; mas dos animais que não são limpos, dois, o macho e sua fêmea.”
Esta distinção entre os animais limpos e imundos continuará até ao final dos tempos. A Bíblia diz em Isaías 66:15, 17: “Pois, eis que o Senhor virá com fogo, e os seus carros serão como o torvelinho, para retribuir a sua ira com furor, e a sua repreensão com chamas de fogo. Os que se santificam, e se purificam para entrar nos jardins após uma deusa que está no meio, os que comem da carne de porco, e da abominação, e do rato, esses todos serão consumidos, diz o Senhor.”
É interessante notar que os animais recomendados para a alimentação eram os animais limpos, os mesmos utilizados para o sacrifício na adoração.
“E edificou Noé um altar ao Senhor; e tomou de todo o animal limpo e de toda a ave limpa, e ofereceu holocausto sobre o altar.” Gênesis 8:20
Vale lembrar que a quantidade de animais limpos que deveria entrar na arca deveria ser maior do que a de animais impuros (Gênesis 7:2 e 3). Os animais impuros tinham por propósito efetuar a limpeza do local. Já parou pra observar que ainda hoje é fácil reconhecer os animais “lixeiros” do planeta? Seja na terra ou no mar, eles estão lá, comendo as impurezas.
O regime indicado ao homem no princípio, não compreendia alimento animal. Não foi senão depois do dilúvio, quando tudo quanto era verde na terra havia sido destruído, que o homem recebeu a orientação sobre qual tipo de animais comer.
A distinção entre os animais limpos e imundos era perfeitamente conhecida pelos primeiros seres humanos, não sendo necessário Deus detalhar a lista. Somente depois do tempo no Egito, após o distanciamento do povo da adoração a Deus foi necessário informá-la.
De volta ao Éden, o fato de Eva comer o que Deus disse que ela não deveria comer, foi o mesmo que declarar: “eu não reconheço o Senhor como autor da vida e mantenedor, não confio em Sua Palavra.” Foi uma troca de senhorio. Agora, olhe para Daniel e seus amigos, a declaração de senhorio na vida deles foi definida pela escolha que eles fizeram por não comer das finas iguarias do rei.
“Daniel, contudo, decidiu não se tornar impuro com a comida e com o vinho do rei, e pediu ao chefe dos oficiais permissão para se abster deles.” Daniel 1:8
“Peço-lhe que faça uma experiência com os seus servos durante dez dias: Não nos dê nada além de vegetais para comer e água para beber.” Daniel 1:12
Uma vez que a Igreja Adventista considera ser o corpo o templo do Espírito Santo, conforme I Coríntios 6:19, e que a saúde física é essencial para uma adoração aceitável à Deus, mantém sua interpretação de que os animais citados em Levítico 11 devem ser evitados, entre outras orientações alimentares. 
Por que devemos exercer domínio próprio sobre os nossos hábitos alimentares? A Bíblia diz em 1 Coríntios 10:31: “Portanto, quer comais quer bebais, ou façais, qualquer outra coisa, fazei tudo para glória de Deus.” 
Quanto ao texto de 1 Timóteo 4:1-5, algumas pessoas têm sugerido, equivocadamente, que nesse texto Paulo esteja eliminando todas as distinções entre alimentos “limpos” e “imundos” do Antigo Testamento (ver Levítico 11), e que os cristãos do Novo Testamento têm hoje plena liberdade de comer, sem quaisquer restrições, de “tudo que Deus criou”. Ora, se esse fosse o caso, então estaríamos justificados em comer até mesmo a carne de outros seres humanos, também criados por Deus (Gênesis 1:26 e 27), o que é completamente inaceitável.
Abalizados comentaristas bíblicos têm reconhecido que a discussão de Paulo em 1 Timóteo 4:1-5 diz respeito a certas proibições alimentares antibíblicas, propagadas pelos gnósticos do 1º século d.C. Os adeptos do gnosticismo criam que a matéria fora criada não por Deus, mas por uma divindade inferior (Demiurgo), sendo má em sua essência. Abstendo-se de relações sexuais e de certos alimentos “materiais” (especialmente de toda espécie de carne), criam que estavam dando provas de uma mais profunda espiritualidade, que levaria a alma a libertar-se futuramente de tudo o que é material. 
Paulo contesta essa dicotomia gnóstica, ao afirmar que os verdadeiros “alimentos” foram criados pelo próprio Deus (e não por uma divindade inferior), sendo consequentemente bons e apropriados para o consumo. Portanto, o texto sob discussão não está dizendo que podemos comer de tudo o que Deus criou (alimentos e não alimentos), mas apenas de tudo aquilo que Ele criou com o propósito específico de servir como alimento.

Uma pesquisa realizada pelos Institutos Nacionais da Saúde dos Estados Unidos mostrou que a média de expectativa de vida de um adventista na Califórnia é de 4 a 10 anos a mais que a média geral do estado da Califórnia. A pesquisa, citada na capa da edição da revista americana National Geographic afirma que adventistas vivem mais tempo porque mantém uma dieta vegetariana saudável, com baixo teor de gordura, rica em nozes e feijão. A pesquisa também leva em consideração o fato de que adventistas não bebem ou fumam, além de descansarem uma vez por semana.

### Igreja Católica
Na Igreja Católica, de acordo com o Código de Direito Canônico (Cân 1249-1253) é proibido comer carne (definida como carne de qualquer animal de sangue quente) na sexta-feira, sob pena de pecado mortal, como penitência para recordar a morte de Cristo, sem haver relação a animais impuros. 

## Conceito no Hinduísmo e no Jainismo

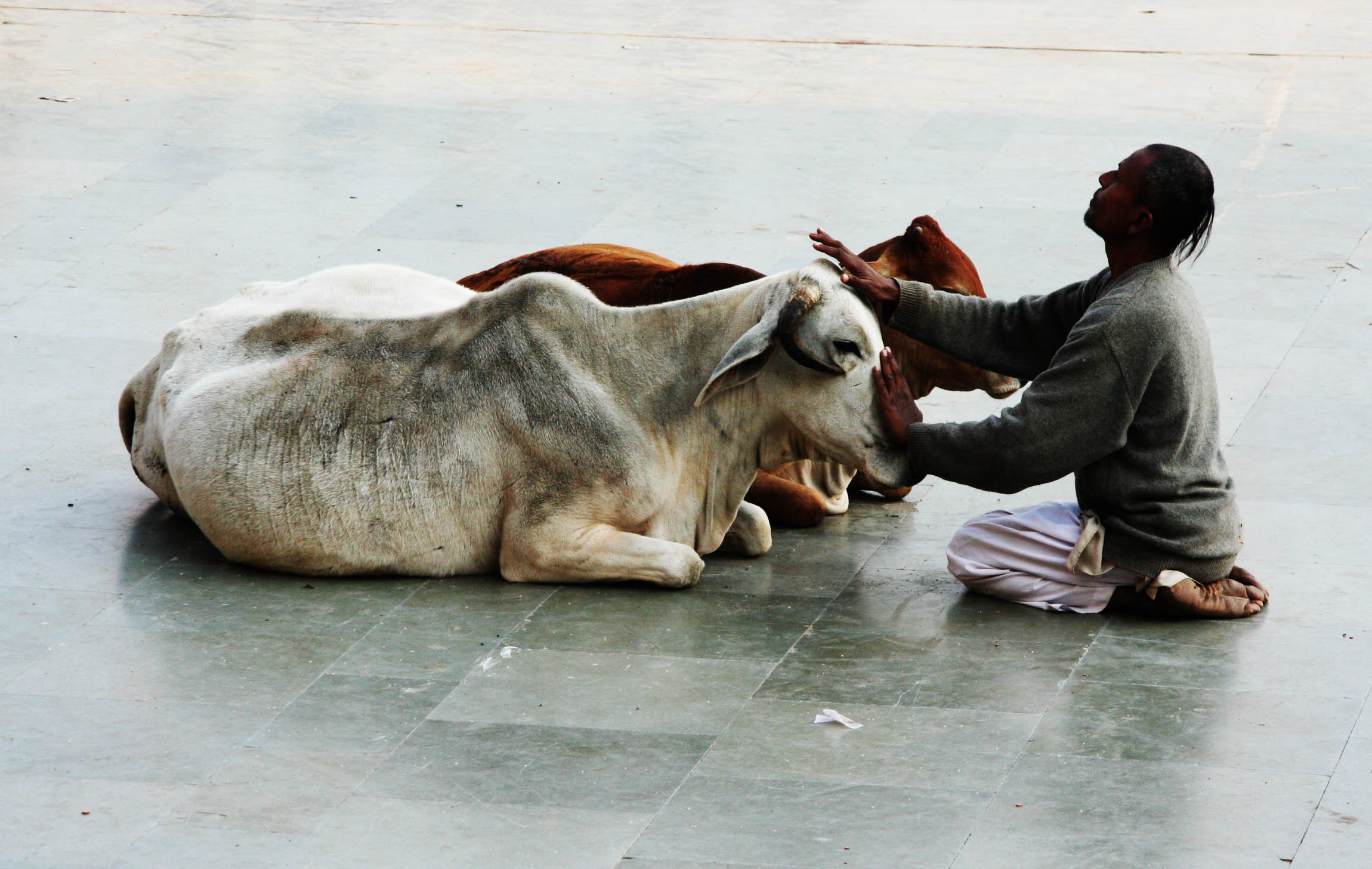
Hindu realiza oração em frente a duas vacas

O hinduísmo e o jainismo não possuem o conceito de "animais impuros". Pelo contrário, eles sustentam que todos os seres vivos têm uma alma e devem ser respeitados. Como consequência, o consumo de alguns animais são proibidos, mas isso ocorre por uma questão de respeito e não pelo conceito de "animal impuro".
Hinduístas evitam a carne de vaca, já que na religião hinduísta a mesma é considerada sagrada. Até mesmo o abate de vacas é proibido por lei na maior parte da Índia. Algumas seitas proíbem completamente o abate de animais. Jainistas esperam que se abstenham de prejudicar os seres vivos, tanto quanto possível, incluindo as plantas, o que implica o vegetarianismo estrito e a proibição de alimentos vegetais (como raízes) pois exigem a morte da planta.

## Conceito no Islamismo e no Judaísmo
Em algumas religiões não cristãs, como o judaísmo e o islamismo, o conceito não foi abolido e os seguidores destas religiões evitam se alimentar da carne de alguns animais, por os considerar impuros.

Como referência para este conceito o Alcorão cita na 5ª Surata, versículo 3 o seguinte texto: 
| “ | Estão-vos vedados: a carniça, o sangue, a carne de suíno e tudo o que tenha sido sacrificado com a invocação de outro nome que não seja o de Deus; os animais estrangulados, os vitimados a golpes, os mortos por causa de uma queda, ou chifrados, os abatidos por feras, salvo se conseguirdes sacrificá-los ritualmente; o (animal) que tenha sido sacrificado nos altares. Também vos está vedado fazer adivinhações com setas, porque isso é uma profanação. Hoje, os incrédulos desesperam por fazer-vos renunciar à vossa religião. Não os temais, pois, e temei a Mim! Hoje, completei a religião para vós; tenho-vos agraciado generosamente sem intenção de pecar, se vir compelido a (alimentar-se do vedado), saiba que Deus é Indulgente, Misericordiosíssimo. | ” |

## Conceito no Movimento Rastafári
Muitos Rastafar-I acreditam que os porcos são impuros e, desta maneira, mantêm uma dieta conhecida como I-tal. O rastafarianismo, assim como religiões como o islamismo, o judaísmo e o cristianismo ortodoxo etíope, proíbe o consumo de carne de porco. Alguns rastafáris também evitam comer frutos do mar porque eles, assim como os porcos, são necrófagos. A maioria dos rastas também evita o consumo de qualquer carne vermelha, e muitos não comem peixes ou peixes que tenham mais de 30 centímetros. Muitos são estritamente vegetarianos.